# 러브 라이브!의 에피소드 목록
"러브 라이브!"는 선라이즈가 아스키 미디어 웤스와 Lantis와 협력하여 "러브 라이브! 스쿨 아이돌 프로젝트"의 한 부분으로써 만들어진 애니메이션이다. 이 시리즈는 학교가 폐교되는 것을 막기 위해 아이돌 그룹을 결성한 여학생들의 이야기를 그린다.
제 1기는 2013년 1월 6일부터 3월 31까지 도쿄 MX에서 13화 분량으로 방송되었으며, 북미에서는 Crunchyroll에서 동시방영되었다. 북미에서는 판권을 NIS America가 가졌다. 또한, 대한민국에서는 애니플러스가 러브라이브를 동시 방영했다. 제 1기의 오프닝 테마는 "우리는 지금 속에서"(일본어: 僕らは今のなかで "Bokura wa Ima no Naka de"[*])였고, 엔딩 테마는 "분명 청춘이 들려 올 거야"(일본어: きっと青春が聞こえる Kitto Seishun ga Kikoeru[*])였다. 두 곡 모두 μ's(닛타 에미, 우치다 아야, 미모리 스즈코, 난조 요시노, 파일(Pile), 리다 리호, 쿠스다 아이나, 쿠보 유리카, 토쿠이 소라)가 불렀다. OVA의 경우 2013년 11월 27에 발매되었다. 러브라이브의 제 2기의 경우 2014년 4월 6일부터 도쿄 MX에서 방영되는데 TV 아이치, 요미우리 TV, BS11에서도 방영중에 있으며, 북미에서는 Crunchyroll에서 동시 방영중에 있다. 애니메이션 제 2기의 오프닝은 "그것은 우리 모두의 기적"(일본어: それは僕たちの奇跡)이고, 엔딩곡은 "언제까지라도 계속"(일본어: どんなときもずっと)이다. 또한, 대한민국에서는 2014년 4월부터 7월까지 애니메이션 2기를 애니플러스에서 동시 방영했다. 제 1기의 블루레이 디스크는 2014년 9월 2일에 발매되었다. 이 문서에서 애니메이션 화별 제목의 한국어 번역은 애니플러스의 번역을 따른다.

## 러브 라이브! (2013년)
| No. | 제목                                            | 삽입곡 | 방영일          |
| --- | ----------------------------------------------- | --- | --------------- |
| 01 | 〈이루어져라! 우리의 꿈〉(叶え!私たちの夢――)    | "나아가→Tomorrow "(ススメ→トゥモロウ) by 코우사카 호노카 (닛타 에미), 미나미 코토리 (우치다 아야), 소노다 우미 (미모리 스즈코) "Private Wars" by A-Rise 키라 츠바사 (사쿠라가와 메구), 토도 에리나 (마츠나가 마호), 유우키 안쥬 (오하시 아유루)) 사랑해 만세! (마키 니시키노 (Pile))                                                                                     | 2013년 1월 6일  |
| 오토노키자카 학교는 입학생 부족으로 인해 재학생이 모두 졸업한 이후에 폐교한다고 발표했다. 이것은 학교를 사랑하는 2학년 코우사카 호노카에게 충격을 주기에 충분했다. 호노카와 같은 반 친구 소노다 우미와 미나미 코토리는 학교를 미래에 들어올 학생들에게 더 매력적으로 만들기 위해 할 수 있는 것을 생각하는 도중, 호노카는 그녀의 여동생 코우사카 유키호가 오토노키자카 학교 대신에 UTX라는 다른 학교에 가고 싶어한다는 것에 대해 놀란다. 호노카가 UTX에 대해 조사하니, A-Rise라는 학교 아이돌 그룹 때문에 많은 학생들이 이끌린다는 것을 찾아낸다. 호노카는 학교를 구하기 위한 최고의 방법은, 우미가 이 생각에 열망하진 않았지만 그들 자신이 아이돌 그룹을 결성하는 것이라고 결심했다. 호노카가 낙담하게 되자, 그녀는 재능 있는 가수와 피아니스트를 가져와 최선의 노력을 한다. 그러자 우미는 어쩔 수 없이 포기하고 코토리를 호노카의 생각에 끌어들인다. 학교 아이돌을 시작하고자 하는 요청이 학생회장인 아야세 에리에 의해 거절당했지만, 호노카는 계속 해 보기로 한다. |                                                 | |                 |
| 02 | 〈아이돌을 시작하자!〉(アイドルを始めよう!)     | "Start:Dash!!" by 니시키노 마키 (Pile) "Private Wars" by A-Rise | 2013년 1월 13일 |
| 호노카는 겨우 한달 뒤에 콘서트를 위해서 강당을 사용할 허가를 얻기는 했지만, 우미는 그들이 제 시간에 준비가 될 것인지 의심한다. 그룹의 이름조차 생각하지 못해서, 호노카는 대신에 이름을 위한 경연대회를 연다. 그 후 그들은 연습할 노래조차도 가지고 있지 않다는 것을 깨닫는다. 우미가 마지못해 가시를 쓰는 데에 동의한 이후에, 체력을 향상시키기 위해 매일 계단을 뛰어 올라가는 훈련을 시킨다. 호노카가 성공적으로 이전에 봤던 여학생인 니시키노 마키가 그들을 위해 곡을 작곡해 주겠다는 약속을 받아낸 이후에, 에리는 아이돌 계획이 역효과를 낳을 수 있고 학교의 명성을 이후에 훼손시킬 수 있다는 것을 경고한다. 호노카는 학급 친구들이 격려하는 것을 듣고 기운을 차리며, 아이돌 그룹 이름으로 μ's라는 이름도 받는다. 호노카는 다시 마키에게 다가가서 아이돌 일이 얼마나 진지한지 보여주고 우미가 쓴 가사를 건네준다. 학생 부회장 토조 노조미로부터 약간의 조언을 얻은 뒤에, 마키는 호노카에게 우미의 가사로부터 작곡된 음악 CD를 보내주었고, 그 뿐만 아니라 아이돌 랭킹 사이트에 μ's를 위해 몰래 투표도 해 주었다. |                                                 | |                 |
| 03 | 〈퍼스트 라이브〉(ファーストライブ)             | "Start:Dash!!" by 코우사카 호노카(닛타 에미), 미나미 코토리 (우치다 아야), 소노다 우미 (미모리 스즈코) "Private Wars" by A-Rise | 2013년 1월 20일 |
| 콘서트 하루 전 날, 우미는 사람들 앞에서 공연하는 것에 대해서 엄청난 부끄럼을 느끼기 시작한다. 이 부끄럼을 극복할 수 있게 하기 위해, 호노카와 코토리는 자신감을 세우는 데에 도움을 주기위해 우미보고 콘서트 전단지를 나누어 달라고 한다. 우미는 복장에 대해 의문을 품지만, 호노카는 그들의 노력이 헛되이 되지 않도록 하라고 겨우 확신시킨다. 하지만, 콘서트 당일, 신입생들은 새로운 동아리를 찾으려고 매우 바빴기 때문에 아무도 나타나지 않았다. 호노카가 그녀의 헛된 노력을 인정하려고 할 찰나에 부끄럼 많은 소녀 코이즈미 하나요가 콘서트를 보러 나타났고 이는 호노카가 공연을 진행하도록 해 준다. 이어 조그마한 관중이 이끌려 나타났는데 이 관중들은 규모는 작지만 매우 격려하는 관중이었다. 에리가 다음 콘서트를 할 지에 대해 묻자, 호노카는 그들은 강당을 채울 수 있을 때까지 계속 공연할 것이라고 주장한다. |                                                 | |                 |
| 04 | 〈마키린파나〉(まきりんぱな)                    | "Start:Dash!!" by 코우사카 호노카 (닛타 에미), 미나미 코토리 (우치다 아야), 소노다 우미 (미모리 스즈코) | 2013년 1월 27일 |
| 하나요가 다섯 명이 있어야 공식 동아리가 되는 아이돌부에 들어야 하는지 토론을 하자, 하나요는 친구인 호시조라 린에게 만약 자신과 함께 아이돌 부에 들 것인지 묻는다. 하지만 린은 자신은 여성성에 있어서 충분한 자신감을 가지고 있지 않다고 해서 거절한다. 그날 이후, 하나요는 떨어뜨린 학생수첩을 돌려주기 위해 마키의 집에 방문한다. 그곳에서 마키는 의사가 위해 공부를 해야 하고 가족의 병원을 이어가기로 되어 있기 때문에 음악을 아마 그만둬야 해야 하는 이유를 설명하지만, 아이돌이 될 것이라고 결심한다면 하나요를 지원해 줄 것이라고 말한다. 그 후에, 하나요는 호노카의 가게에 들르게 되는데, 그 곳에는 우미와 코토리가 또한 방문중이었고, 그들의 공연을 녹화한 것이 인터넷 상에서 꽤 많은 초회수를 기록했다는 것을 알아챘다. 그들 자신 또한 결점을 가지고 있다는 것을 언급하며, 소녀들은 하나요가 아이돌부에 들도록 초대하면서 한번 생각해 보라고 한다. 하나요가 학급에서 부끄럼을 매우 많이 탄다는 것을 알게 된 후, 마키는 하나요에게 큰 소리를 내는 법을 익히는 데에 도움을 주기로 한다. 마키와 린의 격려와 압박을 받은 후에, 하나요는 마침내 아이돌부에 들기로 한다. 그리고 마키와 린 또한 아이돌부에 가입하기로 한다.                                                                                           |                                                 | |                 |
| 05 | 〈니코의 습격〉(にこ襲来)                       | | 2013년 2월 3일  |
| 호노카와 코토리는 야자와 니코라는 이상한 소녀와 직면하는데, 니코는 그들이 실패할 것이라고 말한다. 반면, 장마가 계속되자 아이돌부에게 어디서 연습을 할 수 있을지 생각하게 되었는데, 호노카는 그들은 충분한 동아리 부원을 모왔기 때문에 공식 동아리로 등록할 수 있다는 것을 깨닫는다. 바로 직후, 그들은 니코가 그들의 음식을 훔치고 그들의 전문성 부족으로 모욕하는 것을 본다. 호노카 일행들은 에리로부터 이미 아이돌 연구부가 있기 때문에 아이돌 부 허가를 내어줄 수 없다는 것을 듣는다. 그런에 아이돌부의 전체 회원 수는 니코 뿐이었다. 니코가 동아리를 합치자는 그들의 제안을 전문성의 부족에 기반하여 거절한 이후에, 학생 부회장 토조 노조미는 얼마나 니코가 학교 아이돌이 되고 싶어했는지 설명하면서, 그러나 목표가 너무 높아서 실패할 수 밖에 없었다는 것을 설명한다. 이를 듣고 생각한 이후, 호노카는 μ's의 능력을 어떻게 향상시킬 지 배우기 위해 모두가 아이돌 연구부에 들어야 한다는 생각을 생각해냈고, 니코에게 그들의 코치로서 동아리에 초대한다. |                                                 | |                 |
| 06 | 〈센터는 누구?〉(センターは誰だ?)               | "미래의 Someday"(일본어: これからのSomeday) by 코우사카 호노카 (닛타 에미), 미나미 코토리 (우치다 아야), 소노다 우미 (미모리 스즈코), 호시조라 린 (리다 리호), 니시키노 마키 (피레), 코이즈미 하나요 (토쿠이 소라) | 2013년 2월 10일 |
| 각각 동아리에 대한 인터뷰 영상을 찍는 도중에, 노조미는 아이돌부에게 새로운 부원들이 더 모였으니 새로운 뮤직 비디오를 다시 찍어보라고 한다. 인터뷰 하는 도중, 노조미는 호노카가 아무것도 안 하는 것처럼 보이는데 어떻게 μ's의 리더가 될 수 있었는지 궁금해한다. 곧, 누가 리더가 되어야 하는지, 또 아이돌에서 누가 중심에 서야 하는지 논의하기 시작했지만 누가 가장 가치가 있는지 결정하지 못한다. 그래서, 니코는 노래방에서 춤과 노래를 불러서 결정을 하자고 제안한다. 하지만 모두를 무색해 하고자 하는 닛코의 계획은 잘 진행되지 않았는데 이는 모두가 비슷한 점수를 얻었기 때문이다. 호노카는 그런 뒤에 그들은 리더가 정말로 필요한 것은 아니라고 제안하고, 모두가 돌아가면서 노래를 불러야 한다고 주장했다. 하지만 이럼에도 불구하고 다른 부원들은 호노카를 가장 리더를 할 가치가 있는 사람이라고 평가한다. 소녀들이 그들의 새로운 뮤직 비디오를 마친 이후에, 노조미는 에리에게 그녀는 그들을 도울 사람 중 하나가 되어야 한다고 말한다. |                                                 | |                 |
| 07 | 〈에리치카〉(エリーチカ)                        | "Start:Dash!!" by 코우사카 호노카 (닛타 에미), 미나미 코토리 (우치다 아야), 소노다 우미(미모리 소즈코) | 2013년 2월 17일 |
| 하나요는 전국에서 모인 상위 20위 학교 아이돌이 모여서 경쟁을 하는 러브라이브라는 학교 아이돌 토너먼트가 있다는 것을 알란다. 학교의 허가를 얻을 필요가 있었기 때문에 아이돌부는 교장에게 허가를 요청하러 간다. 에리의 반대에도 불구하고 다가오는 시험에서 탈락하지 않는다는 조건 하에서 허가를 내 준다. 이는 호노카와 린, 니코에게 강한 압력을 주었는데 왜냐하면 그들은 성적이 좋지 않았기 때문이다. 우미와 코토리는 호노카가 공부하는 것을 도와주기로 했고, 린과 노조미는 니코가 공부하는 것을 도와주겠다고 한다. 그날 이후, 우미는 에리의 여동생 아야세 아리사와 우연히 만나게 되는데 아리사는 μ's의 팬이었다. 그러면서 아리사는 에리가 그들의 라이브 공연을 남몰래 녹화하고 인터넷에 올렸다고 폭로한다. 왜 μ's에 참가하는 것을 거절했는지 묻자, 에리는 간단히 모든 학교 아이돌은 아마추어로만 생각한다고 답한다. 우미가 노조미에게 왜 에리가 그렇게 생각했는지 묻자, 노조미는 에리는 타고난 발레리나여 왔다고 폭로한다. 이것에 의해 생각을 단념하기보다는 우미는 에리에게 어떻게 그녀처럼 춤을 잘 출 수 있는지 지도해 달라고 부탁하기로 한다. 시험이 끝난 후에 모두들 가까스로 통과하게 된 후, 호노카는 교장이 에리에게 학교는 다음 해에 신입생을 받는 것을 중단할 것이고 폐교가 될 것이라고 말하는 것을 엿듣게 된다. |                                                 | |                 |
| 08 | 〈내가 하고싶은 것은...〉(やりたいことは)       | "코레카라 노 Someday" lit. "미래의 어느 날" (일본어: {これからのSomeday) by 코우사카 호노카 (닛타 에미), 미나미 코토리 (우치다 아야), 소노다 우미 (미모리 스즈코), 호시조라 린 (리다 리호), 니시키노 마키 (Pile), 코이즈미 하나요 (쿠보 유리카) and 야자와 니코 (토쿠이 소라) "우리의 LIVE 그대와의 LIFE" (일본어: {僕らのLIVE 君とのLIFE Our Live, Your Life[*]) by μ's | 2014년 2월 24일 |
| 교장은 다가오는 신입생 방문의 날이 부정적인 결과를 낳는다면 학교는 폐교 될 것이라는 것을 확실히 단다. 에리가 뮤즈를 재체두고 잠재적인 신입생을 끌고 올 방법을 생각하는 도중, 우미는 뮤즈에게 그들은 에리에게 춤 추는 법을 배워야 한다고 제안한다. 에리는 결국 그들을 돕는 것에 동의하고 몇몇 과도한 훈련을 시키지만, 그들이 이 모든 힘든 것에도 불구하고 그들은 의지를 하지고 한다는 것에 대해서 놀란다. 에리가 무엇을 해야 하는지 갈등을 하자, 노조미는 그녀에게 꼭 해야 할 것은 사람들이 에리에게 기대하는 것이 아니라 에리 자신이 하고 싶은 것이라고 할한다. 에리는 실패하게 되고 그녀는 μ's에 참가하고 싶지만 그녀 자신이 μ's에 들 수 있다는 것은 느끼지 못한다. 노조미는 이를 다른 사람들에게 알려주는데, 에리가 μ's의 구성원 중 한 명으로서 참가할 수 있도록 해 준다. 에리는 마침내 자신에게 정식해지고 노조미와 함께 μ's에 들게 되는데, 이때 μ's라는 이름을 내 놓은 유일한 사람이 바로 에리임이 발켜진다. 완전한 그룹은 학교 공개의 날에 기뻐하는 군중 앞에서 공연한다. |                                                 | |                 |
| 09 | 〈원더〉(ワンダーゾーン)                        | "Wonder Zone" by μ's | 2013년 3월 3일  |
| 성공적인 학교 공개의 날은 학교 폐교를 재고해 볼 수 있는 능력을 가지는 데에 도움을 주었고, 아이돌 동아리는 부실의 확장을 얻을 수 있었다. μ's가 랭킹 50위에 들자, 그들은 아키바하라에 방문해서 뮤즈를 소재로 한 상품들을 구경하게 된다. 상품 사이에서 메이드복을 입은 코토리의 사진을 찾은 이후, 그들은, 코토리가 자신감을 쌓을 겸 해서 메이드 카페에서 방과 후에 비밀스럽게 아르바이트를 하고 있다는 것을 알게 된다. 에리는 아키하바라가 라이브 공연을 연습하기에 최적의 장소라고 생각해서, 코토리에게 아키바 문화에 대한 가사를 써 보라고 시킨다. 하지만, 코토리는 가사를 쓰는 데에 어려움을 겪게 된다. 코토리를 돕기 위해, 호노카와 우미는 메이드 카페에서 만나게 된다. 아키바에서 일할 때 마다 받았던 감정을 회상하면서, 코토리는 가사를 생각해 내게 되고 이 가사는 성공적인 공연을 이끌어낸다. 호노카가 코토리에게 우리들은 영원히 함께라고 확신시켜 주었고, 다음 날 아침 코토리의 우편함에 국제 우편이 도착해 있다. |                                                 | |                 |
| 10 | 〈선배 금지!〉(先輩禁止)                        | | 2013년 3월 10일 |
| 호노카는 바다로 합숙에 가자고 제안을 하는데, 마키는 그들이 가족의 휴가용 별장을 쓰도록 강요한다. 선후배 간의 거리잠을 깨뜨리기 위해서, 에리는 합숙 기간 동안 그 누구도 상급생을 "선배"라고 불러서는 안 된다고 명령한다. 소녀들은 바다에서 놀면서 하루를 보내지만, 에리와 노조미는 마키가 함께 노는 것 같지 않다는 것을 일찌감치 알아차리게 된다. 저녁을 먹고 목욕을 한 뒤, 노조미는 마키가 더 활발해졌으면 해서 배게싸움을 함께 하게 된다. |                                                 | |                 |
| 11 | 〈최고의 라이브〉(最高のライブ)                 | "No Brand Girls" by μ's | 2013년 3월 17일 |
| μ's는 랭킹 19위에 듬에 따라, 러브라이브에 참가할 수 있게 되었고, 그 위치를 지키기 위해 무수한 노력을 하게 된다. 하지만, 학교 축제 기간동안 체육관을 사용하지 못하는 것을 비롯해서 일이 제대로 진행되지 못한다. 호노카는 체육관 대신에 그들이 연습한 장소인 학교 옥상에서 공연을 할 수 있지 않겠느냐고 했고 다른 부원들도 동의한다. 반면, 코토리는 자신이 받은 편지에 정신이 팔려 있었는데, 다른 부원들에게 그 편지에 대해서 이야기를 나눌 기회를 찾지 못한다. 코토리가 우미를 라이브 전에 불러서 자신을 괴롭히는 것에 대해서 설명을 하는 반면에, 호노카는 과도하게 흥분해서 결국 라이브 당일에 고열 증세를 보이게 되지만 어쨌든 학교에 오게 된다. 비가 많아 왔지만 라이브는 강행되었고, 첫 번째 곡이 끝나자마나 호노카는 고열로 쓰러지게 된다. |                                                 | |                 |
| 12 | 〈친구〉(ともだち)                              | | 2013년 3월 24일 |
| 호노카의 감기가 다 낳은 이후에, 다른 부원들이 러브라이브에 참가하는 것을 단념했고, 러브라이브 우승자는 A-Rise라는 것을 들었을 때 호노카는 우울해한다. 호노카가 회복되고 다른 부원들이 호노카를 격려했을 때, 다음 해를 버틸 수 있을 만큼 신입생을 유치했다는 것을 알고 나서 기뻐한다. 반면, 코토리는 아직도 호노카에게 자신이 한 결정에 대해서 말할 기회를 갖지 못한다. 더 이상 이것을 비밀로 할 수 없게 되지, 우미는 코토리가 2주 내로 패션을 배우기 위해서 외국으로 떠난다는 것을 밝힌다. 호노카가 코토리에게 왜 지금까지 비밀로 해왔는지 묻자, 코토리는 라이브가 끝난 뒤에 호노카에게 말할 계획이었지만 사고로 인해 계획이 틀어져서 말을 할 수 없었다고 밝힌다. 호노카는 그 다음 우울해지면서 러브라이브에 너무 심취해서 코토리의 감정을 알아치리지 못한 것에 대한 죄책감을 느낀다. 뮤즈는 코토리가 떠나기 전에 라이브를 한번 더 하려고 했지만 호노카는 더 이상 뮤즈에 대해 의지가 없었으며 스쿨 아이돌을 그만두고 싶다고 말했는데, 곧이어 우미는 화가 나서 호노카의 빰을 후려치게 된다. |                                                 | |                 |
| 13 | 〈뮤즈 뮤직 스타트!〉(μ'sミュージックスタート!) | "나아가→Tomorrow " (일본어: {ススメ→トゥモロウ) by 코우사카 호노카, 미나미 코토리, 소노다 우미/"Start:Dash!!" by μ's | 2013년 3월 31일 |
| 호노카와 우미는 서로 말을 계속 말을 안 하게 되는데, 에리는 뮤즈를 무기한 활동 중지 상태로 만들면서 이 상황에 대해서 이성적으로 생각할 수 있게 한다. 호노카의 친구가 위로를 할 때, 우미는 코토리를 만나서 진정으로 원하는 것이 무엇인지 알려고 노력한다. 호노카는 나중에 린과 하나요와 함께 니코에게 훈련을 부탁하는데, 뮤즈가 활동 중지 상태일지라고 호노카는 스쿨 아이돌이 좋기 때문에 스쿨 아이돌이 되고 싶다고 말한다. 나중에, 에리는 호노카를 만나는데 자신이 우울했을 때 자신을 우울에거 건져준 말을 생각해내게 된다. 진실된 감정을 깨닫게 되면서 호노카는 우미를 용서하게 되고, 다시 스쿨 아이돌이 되고 싶다고 말한다. 호노카를 기운차게 해 주고 싶어서 우미는 호노카에게 코토리가 일본을 뜨기 전에 한번 만나서 일본에 머물도록 설득해 보라고 말하는데, 이는 코토리가 일본에서 머물고 싶은 마음을 불러일으키게 된다. 아홉 명의 멤버들이 모두 모여서, μ's는 재결성되었고 함께 사람으로 가득 찬 학교 체육관에서 공연을 하게 된다. |                                                 | |                 |

### 음악
〈우리는 지금 속에서〉
μ’s
코우사카 호노카, 아야세 에리, 미나미 코토리, 소노다 우미, 호시조라 린, 니시키노 마키, 코이즈미 하나요, 토조 노조미, 야자와 니코
오프닝곡
〈나아가 Tomorrow〉
코우사카 호노카, 미나미 코토리, 소노다 우미
1화 엔딩곡
13화 삽입곡
〈반드시 청춘이 들릴 거야〉
2화~ 엔딩곡
2, 8, 10, 11화
μ’s
닛타 에미, 난조 요시노, 우치다 아야, 미모리 스즈코, 이이다 리호, Pile, 쿠보 유리카, 쿠스다 아이나, 토쿠이 소라
4화
아이다 리호, Pile, 쿠보 유리카
5화
토쿠이 소라
6화
닛타 에미, 우치다 아야, 미모리 스즈코, 이이다 리호 ,Pile, 쿠보 유리카, 토쿠이 소라
7화
난조 요시노, 쿠스다 아이나
9화
우치다 아야
12화
닛타 에미
〈사랑해 만세!〉
PILE
1화 삽입곡
〈Private Wars〉
A-RISE
사쿠라가와 메구 ,마츠나가 마호, 오오하시 아유루
1, 2, 3 11화 삽입곡
2, 3, 11화는 동영상으로 삽입됨
〈START:DASH!!〉
2, 3, 4, 7, 13화 삽입곡
2화
Pile
니시키노 마키가 녹음한 CD로 삽입됨
3, 4, 7화
닛타 에미, 우치다 아야, 미모리 스즈코
μ’s의 첫 라이브 곡
4, 7화는 동영상으로 삽입됨
〈이제부터의 Someday〉
닛타 에미, 우치다 아야, 미모리 스즈코, 이이다 리호 ,Pile, 쿠보 유리카, 토쿠이 소라
6, 8화 삽입곡
8화는 동영상으로 삽입됨
〈우리들의 LIVE 너와의 LIFE〉
μ’s
닛타 에미, 난조 요시노, 우치다 아야, 미모리 스즈코, 이이다 리호, pile, 쿠보 유리카, 쿠스다 아이나, 토쿠이 소라
8화 삽입곡
〈Wonder zone〉
μ’s
닛타 에미, 난조 요시노, 우치다 아야, 미모리 스즈코, 이이다 리호, Pile, 쿠보 유리카, 쿠스다 아이나, 토쿠이 소라
9화 삽입곡
〈No brand girls〉
μ’s
닛타 에미, 난조 요시노, 우치다 아야, 미모리 스즈코, 이이다 리호, Pile, 쿠보 유리카, 쿠스다 아이나, 토쿠이 소라
11화 삽입곡
학교 문화제 라이브
〈그것은 우리의 기적〉
μ’s
1화 엔딩, 2화~ 12화 오프닝
〈지금까지의 러브라이브! ~뮤지컬ver.~〉
μ’s, 미야케 마리에, 야마모토 노조미, 하라 사유리
1화 오프닝
〈그 어떤 때나 줄곧〉
2화~8화, 10, 11화 엔딩곡
2화
난조 요시노, 쿠스다 아이나, 토쿠이 소라
3화
μ’s
닛타 에미, 난조 요시노, 우치다 아야, 미모리 스즈코, 이이다 리호, Pile, 쿠보 유리카, 쿠스다 아이나, 토쿠이 소라
4화
토쿠이 소라
5화
아이다 리호
6화
이이다 리호, Pile, 쿠보 유리카
7화
닛타 에미, 우치다 아야, 미모리 스즈코
8화
난조 요시노, Pile, 쿠스다 아이나
10화
닛타 에미
11화
μ’s
닛타 에미, 난조 요시노, 우치다 아야, 미모리 스즈코, 이이다 리호, Pile, 쿠보 유리카, 쿠스다 아이나, 토쿠이 소라
〈Snow halation〉
μ’s
닛타 에미, 난조 요시노, 우치다 아야, 미모리 스즈코, 이이다 리호, Pile, 쿠보 유리카, 쿠스다 아이나, 토쿠이 소라
9화 엔딩, 11화 삽입곡
〈우리는 지금 속에서〉
μ’s
닛타 에미, 난조 요시노, 우치다 아야, 미모리 스즈코, 이이다 리호, pile, 쿠보 유리카, 쿠스다 아이나, 토쿠이 소라
12화 엔딩곡
1기 오프닝곡
〈Happy maker!〉
μ’s
닛타 에미, 난조 요시노, 우치다 아야, 미모리 스즈코, 이이다 리호, pile, 쿠보 유리카, 쿠스다 아이나, 토쿠이 소라
13화 엔딩곡
〈나아가 Tomorrow〉
μ’s
닛타 에미, 난조 요시노, 우치다 아야, 미모리 스즈코, 이이다 리호, Pile, 쿠보 유리카, 쿠스다 아이나, 토쿠이 소라
1화 삽입곡
〈Private Wars〉
A-RISE
사쿠라가와 메구 ,마츠나가 마호, 오오하시 아유루
1화 삽입곡
〈Shocking Party 〉
A-RISE
사쿠라가와 메구 ,마츠나가 마호, 오오하시 아유루
3화 삽입곡
〈꿈의 문〉
μ’s
닛타 에미, 난조 요시노, 우치다 아야, 미모리 스즈코, 이이다 리호, Pile, 쿠보 유리카, 쿠스다 아이나, 토쿠이 소라
3화 삽입곡
〈Love wing bell 〉
μ’s
난조 요시노, 이이다 리호, Pile, 쿠스다 아이나, 쿠보 유리카, 토쿠이 소라
5화 삽입곡
〈Dancing stars on me! 〉
μ’s
닛타 에미, 난조 요시노, 우치다 아야, 미모리 스즈코, 이이다 리호, Pile, 쿠보 유리카, 쿠스다 아이나, 토쿠이 소라
6화 삽입곡
〈KiRa-KiRa Sensation 〉
μ’s
닛타 에미, 난조 요시노, 우치다 아야, 미모리 스즈코, 이이다 리호, Pile, 쿠보 유리카, 쿠스다 아이나, 토쿠이 소라
12화 삽입곡
〈사랑해 만세!〉
μ’s
닛타 에미, 난조 요시노, 우치다 아야, 미모리 스즈코, 이이다 리호, pile, 쿠보 유리카, 쿠스다 아이나, 토쿠이 소라
13화 삽입곡
〈Oh, Love&Peace!〉
μ’s
닛타 에미, 난조 요시노, 우치다 아야, 미모리 스즈코, 이이다 리호, pile, 쿠보 유리카, 쿠스다 아이나, 토쿠이 소라
13화 삽입곡

## 러브 라이브! 제 2기 (2014년)
| No. | 제목                                                                    | 삽입곡 | 방영일자        |
| --- | ----------------------------------------------------------------------- | --- | --------------- |
| 01 | 〈다시 한번 러브라이브!〉(もう一度ラブライブ！ Mōichido Rabu Raibu![*]) | 지금까지의 러브라이브! ~뮤지컬ver.~(これまでのラブライブ! 〜ミュージカルver.〜) by μ's, Hideko, Fumiko, and Mika. | 2014년 4월 6일  |
| 새학년이 밝아오자, 호노카는 에리를 이어서 학생회장이 되고, 우미와 코토리는 호노카를 보좌하게 된다. 그러던 중 어느 날, 러브라이브가 작년보다 훨씬 더 큰 규모로 올해 새로 열릴 것이라는 소식을 듣게 된다. 하지만, 형식이 변화하여 지역 예선을 거친 뒤에 출전할 수 있게 되었고, 이는 토너먼트를 위해 수준을 훨씬 끌어올려야 한다는 것을 의미한다는 것을 알게 되었다. 왜냐하면 지역 예선에서 A-Rise를 이겨야 하기 때문이다. 뮤즈는 호노카가 러브 라이브에 출전할 필요가 없다고 제안했을 때 놀랐는데, 이는 호노카가 항상 해 왔던 것과는 달랐기 때문이다. 그날 밤, 호노카의 여동생인 유키호는 호노카에게 러브 라이브가 시작하는 날은 새학년이 시작하는 3월 말이라고 알려준다. 다음 날, 니코는 호노카에게 뮤즈가 러브 라이브에 참가할 것인지 말 것인지를 정하라고 했고, 이에 호노카는 유키호가 어제 말해준 말의 의미를 이해하게 되어, 3월에 에리, 노조미, 니코가 졸업을 해서 스쿨 아이돌 또한 졸업하기 때문에, 이번 해의 러브 라이브가 뮤즈의 아홉 명이 모여서 공연할 수 있는 마지막 기회라는 것을 생각하게 된다. 이에 다른 걱정은 모두 잊어버리고, 호노카는 러브 라이브에 참가하여 성공을 쟁취하겠다는 진실된 열망을 표현한다. |                                                                         | |                 |
| 02 | 〈우승을 향하여〉(優勝をめざして Yūshō o Mezashite[*])                  | | 2014년 4월 13일 |
| 다른 아이돌의 곡을 배껴서 참가하는 일을 막기 위해, 러브 라이브에 참가하기 위해서는 예선전에서 이미 발표가 되지 않은 곡들만을 공연해야 한다는 새로운 규칙이 생긴다. 이에 뮤즈는 새로운 곡을 생각해내기 위해 마키의 별장 중 한 곳으로 다시 합숙을 떠나기로 한다. 마키, 우미, 코토리는 압박 때문에 슬럼프에 빠졌기 때문에, 소녀들은 세 명씩 묶어서 캠핑을 하기로 하고, 음악, 가사, 복장을 생각해 내는 것에 도움을 주기로 하지만, 계속 문제에만 집중하고 있었다. 하지만, 친구로부터 격려의 말을 들은 이후, 마키, 우미, 코토리는 밤을 새워서 새로운 곡을 만들어낸다. |                                                                         | |                 |
| 03 | 〈꿈의 문〉(ユメノトビラ Yume no Tobira[*])                             | "Shocking Party" by A-Rise 꿈의 문(ユメノトビラ) by μ's                                                           | 2014년 4월 20일 |
| 러브 라이브 예선을 하기 위해 어느 곳에서 공연을 할 지 이곳저것을 찾는동안, 소녀들은 학교 안에서 스트리밍을 하는 것을 고려해 봤지만, 이렇게 하면 투표자들의 마음을 사로잡기 어렵다는 것을 알게 되었다. 방송부의 도움으로, 호노카와 우미, 하나요는 그들이 공연한다는 것을 홍보하기 위해, 그리고 그들 자신을 연습시키기 위해 학교 방송부의 시설을 이용하여 교내 방송을 한다. 그들이 이전에 공연한 적이 없는 적합한 공연장을 찾는 데에 어려움을 겪는 도중, 뮤즈 멤버들은 아키바하라에서 A-Rise 멤버들에 의해 UTX 학원으로 끌려오고, A-rise 멤버들은 뮤즈 멤버들을 주시한다. 뮤즈에게 지지 않겠다는 의지를 보여 준 이후, A-Rise 멤버들은 뮤즈가 UTX 학원의 옥상에서 러브 라이브 예선을 할 수 있도록 배려를 해 줬다. 뮤즈 멤버들이 A-Rise의 공연을 본 뒤 망연자실했지만, 호노카는 다른 멤버들의 기운을 복돋아주고, 이어서 같은 학교 학생들이 와서 뮤즈에게 용기를 주자, 뮤즈는 그들이 함께 만든 새로운 곡을 성공리에 공연한다. |                                                                         | |                 |

## 같이 보기
- 러브 라이브!